# Jean-Baptiste Duvergier

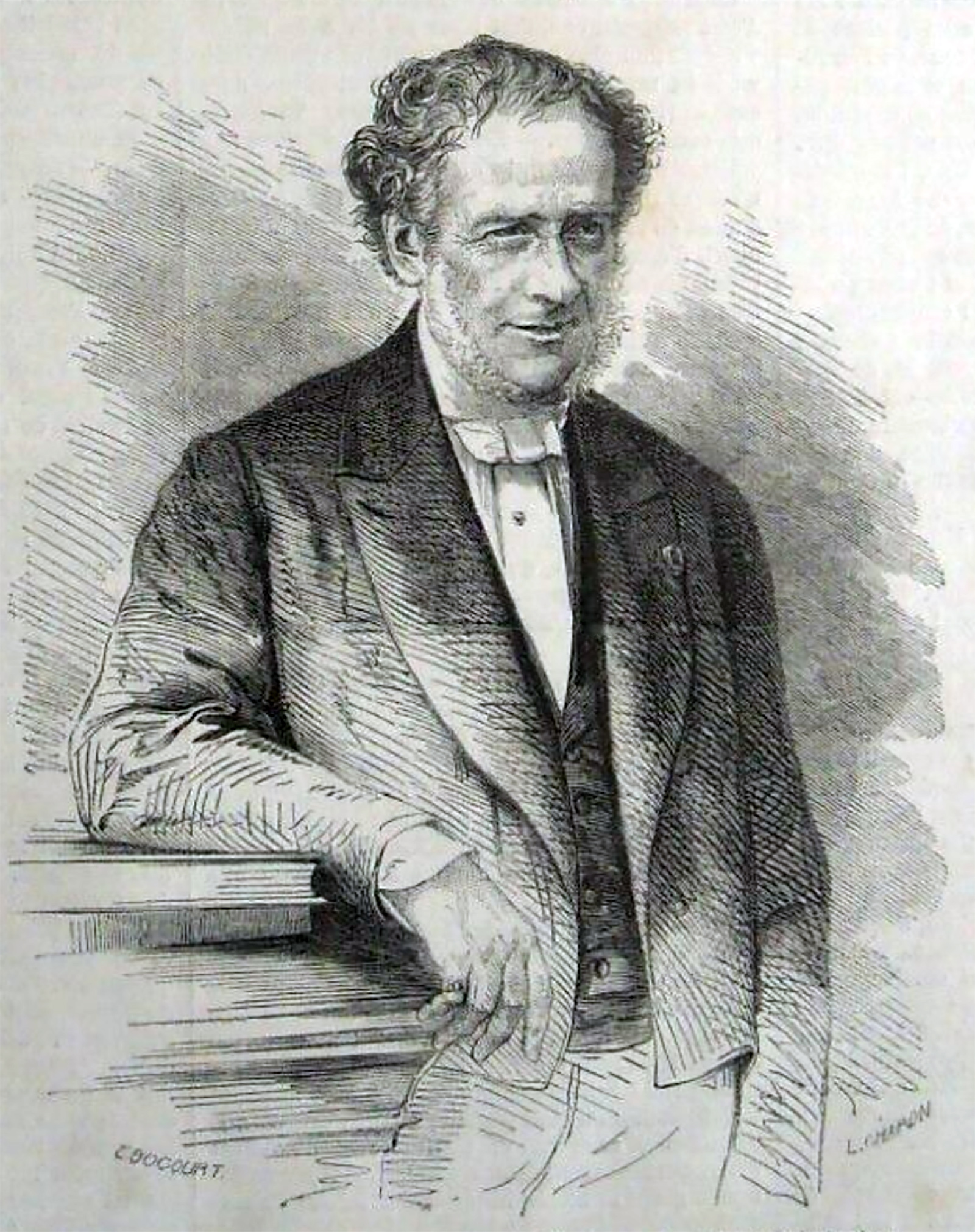
Jean-Baptiste Duvergier in einer Illustration in Le Monde, Juli 1869

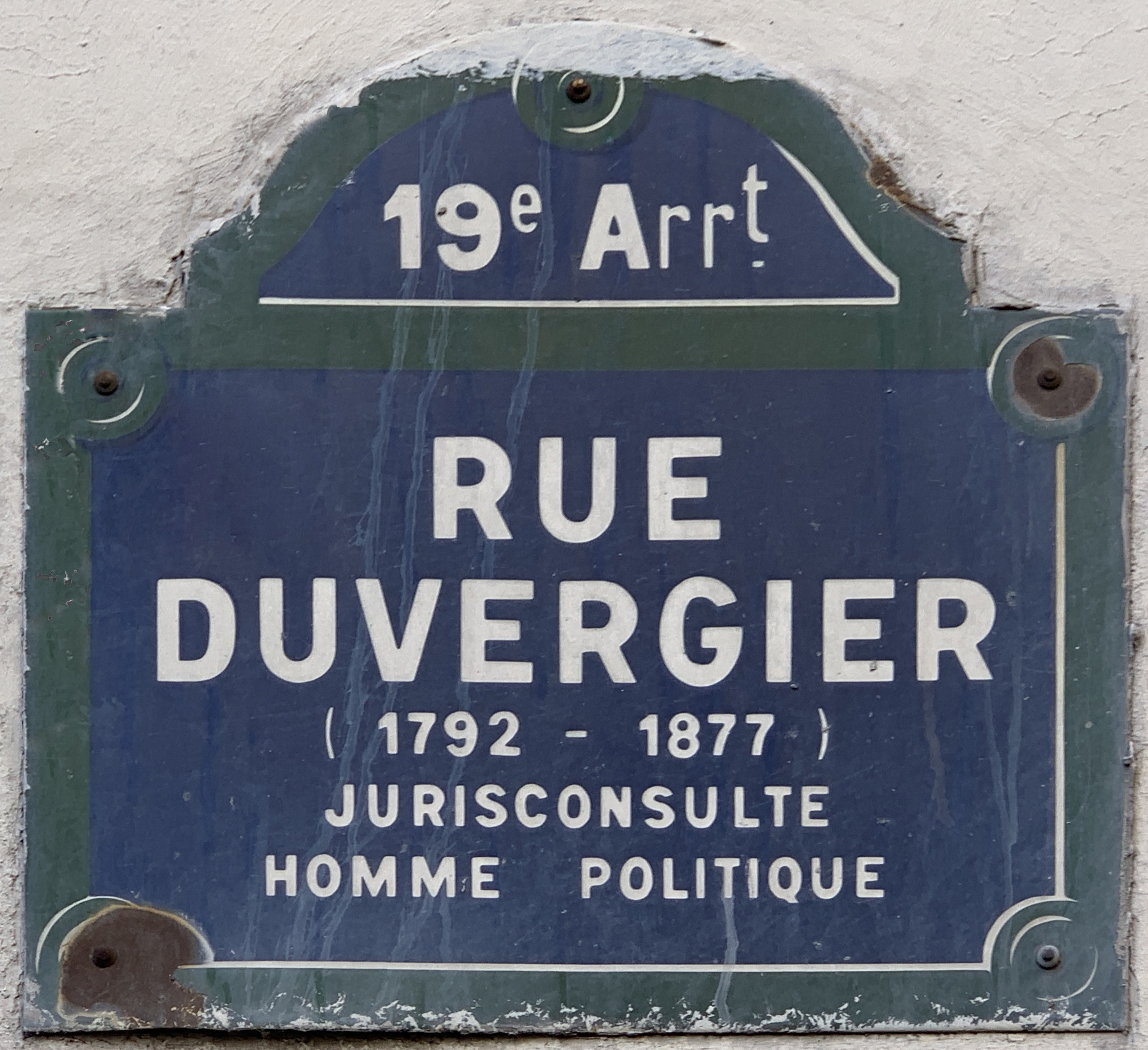
Straßenschild in Paris

Jean-Baptiste-Marie Duvergier (* 25. August 1792 in Bordeaux; † 1. April 1877 ebenda) war ein französischer Jurist, Politiker und Autor. Größere Bekanntheit erlangte er als Rechtsexperte für die Veröffentlichung von Gesetzessammlungen. Ein halbes Jahr lang, von Mitte Juli 1869 bis Anfang Januar 1870, war er Minister für Justiz und Kultur unter Napoleon III.

## Leben und Werk
Jean-Baptiste Duvergier entstammt einer bürgerlichen Kaufmannsfamilie. Er studierte Rechtswissenschaften zunächst in seiner Heimatstadt, dann in Paris, wo er seine Studien abschloss. Ohne Assistenztätigkeiten oder Partnerschaften eröffnete er unmittelbar anschließend im Jahr 1821 seine eigene Kanzlei, mit der er schnell erfolgreich wurde und eine angesehene Klientel hatte, weil er sich sofort einen guten Ruf erwerben konnte. Dieser wurde durch „außerordentliche juristische Kenntnisse des Anwalts, der mehrere Dutzend Lehrwerke verfasst hatte“, im Laufe der Zeit noch verstärkt.
In seinen Anfangsjahren – ausdrücklich erwähnt wird das Jahr 1825 – war Duvergier Anhänger des Saint-Simonismus, einige Jahre, bevor diese Denkschule mit der Verwissenschaftlichung ihrer Gesellschaftsordnung ihren Höhepunkt erreicht hatte. Er gehörte zusammen mit seinem Freund Olinde Rodrigues zu den Gründern der Zeitschrift Le Producteur, deren Ziel die Verbreitung des Saint-Simonismus war. Später folgte er der Idee des Utilitarismus des Jeremy Bentham, der Leid und Freude als die Eckpfeiler menschlichen Strebens definierte. Noch später verabschiedete er sich auch von diesen Glaubenssätzen zugunsten der christlichen Religion.
1844 war er Herausgeber des Recueil Sirey, der Anthologie von Jean-Baptiste Sirey, die eine Zusammenfassung der wichtigsten Gesetze und Urteile in Zivil-, Straf-, Handels- und öffentlichem Recht herausgab. 1855 wurde er Präsident der Anwaltskammer und Mitglied des Staatsrates. Duvergier war vom 17. Juli 1869 bis zum 3. Januar 1870 Minister für Justiz und Kultur und danach Senator des Zweiten Kaiserreichs. Charles Chenu (1855–1933), Richter am Appellationsgericht, verstand dieses Mandat am Vorabend des Deutsch-Französischen Kriegs als geschickte Übergangslösung zweier Politiksysteme, die kaum unterschiedlicher sein könnten, in einer Zeit „trüber Zukunft, [die] nach neuen Wegen der Rettung suchte“.: S. 38
Erst spät heiratete er in Paris am 19. März 1854 Jenanne-Joséphine-Perette Arnheiter (* 1804).

## Rezeption
1880 erschien von Chenu die 40-seitige Éloge de Duvergier. Sowohl die Stadt Paris als auch Bordeaux ehren Duvergier mit einem eigenen Straßennamen. In Paris liegt sie im 19. Arrondissement zwischen der Avenue de Flandre und dem Bassin de la Villette, in Bordeaux im Stadtteil Caudéran westlich des Zentrums.